# Diocesi di Teruel e Albarracín

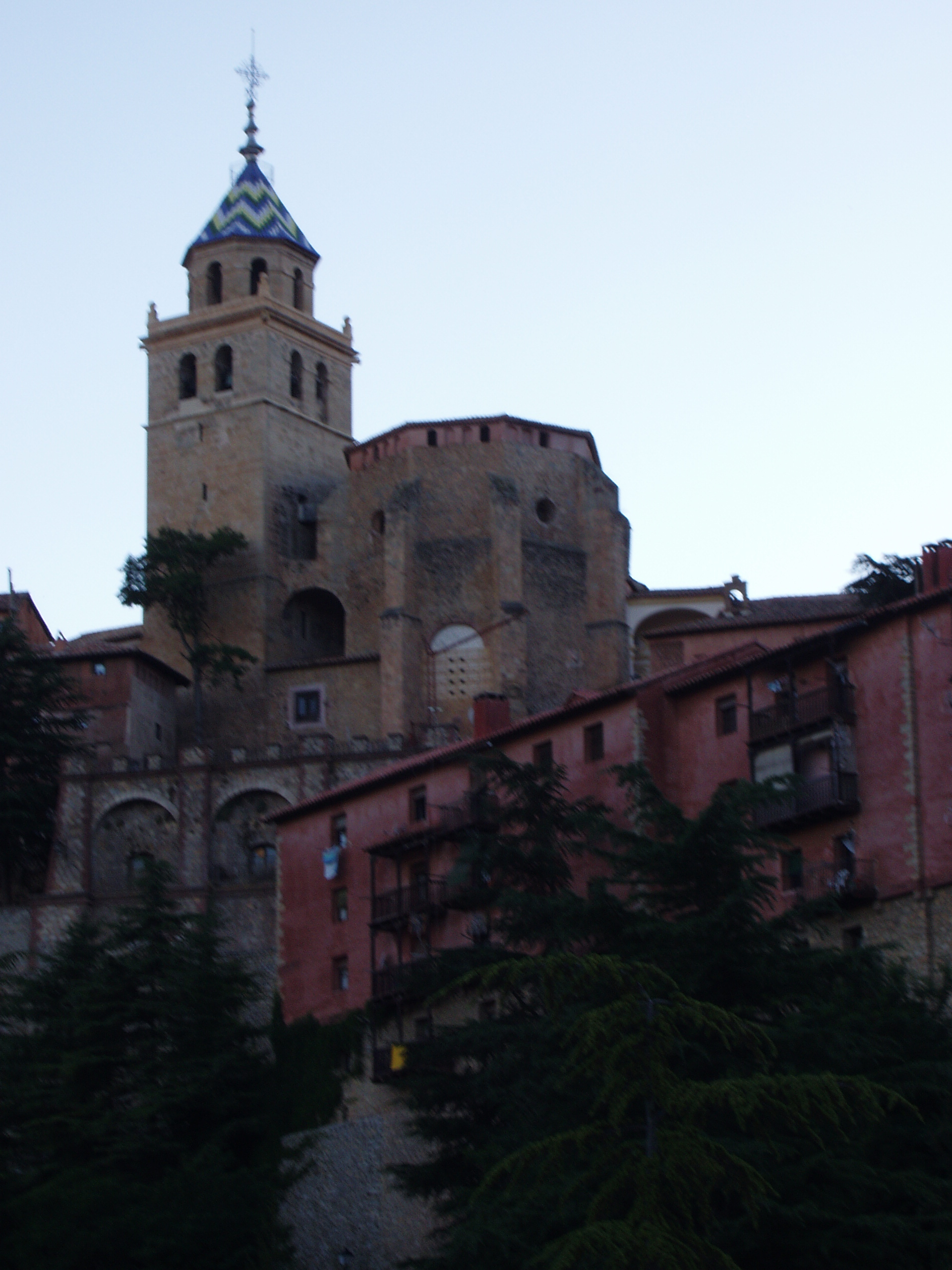
La cattedrale di Albarracín.

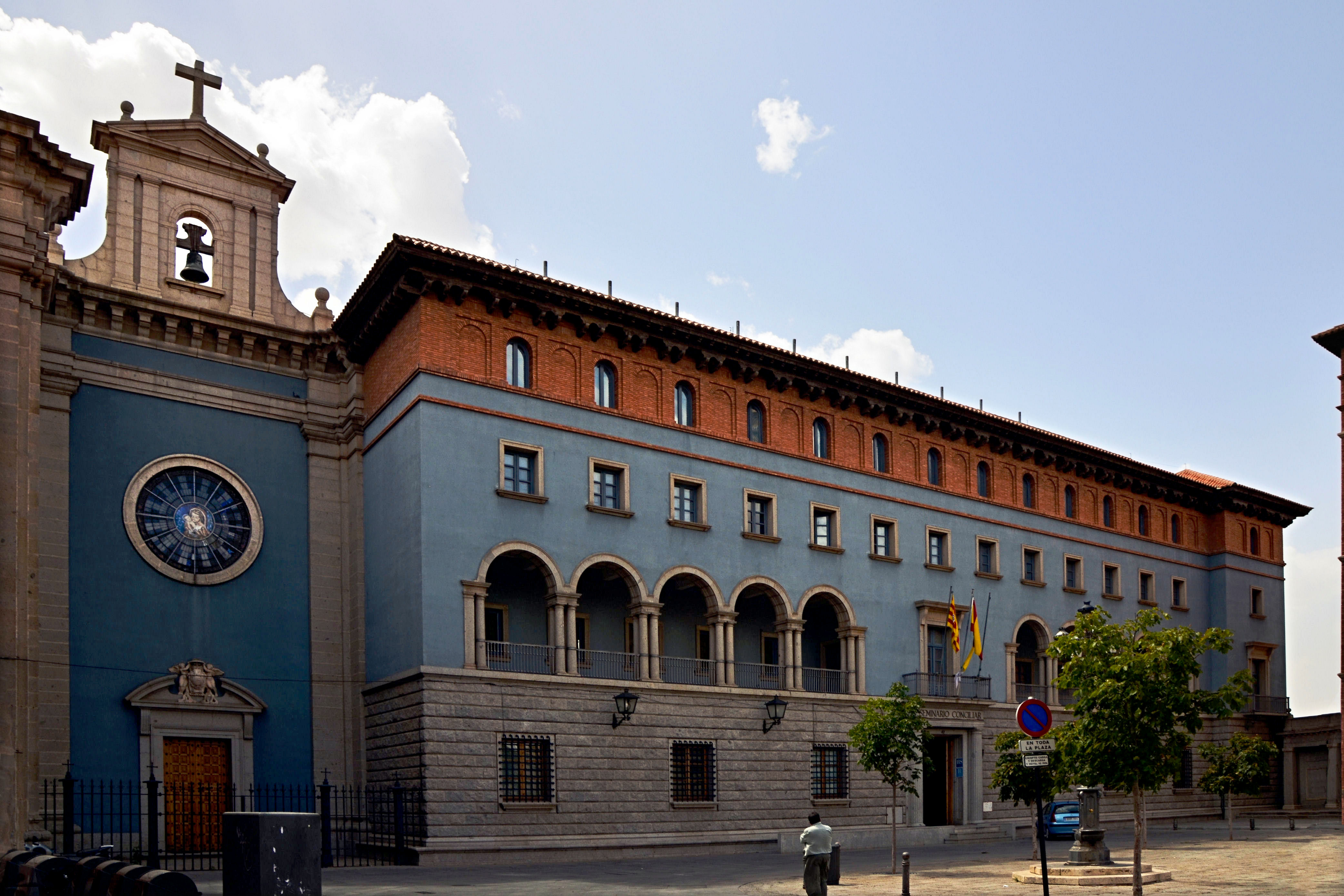
Il seminario di Teruel.

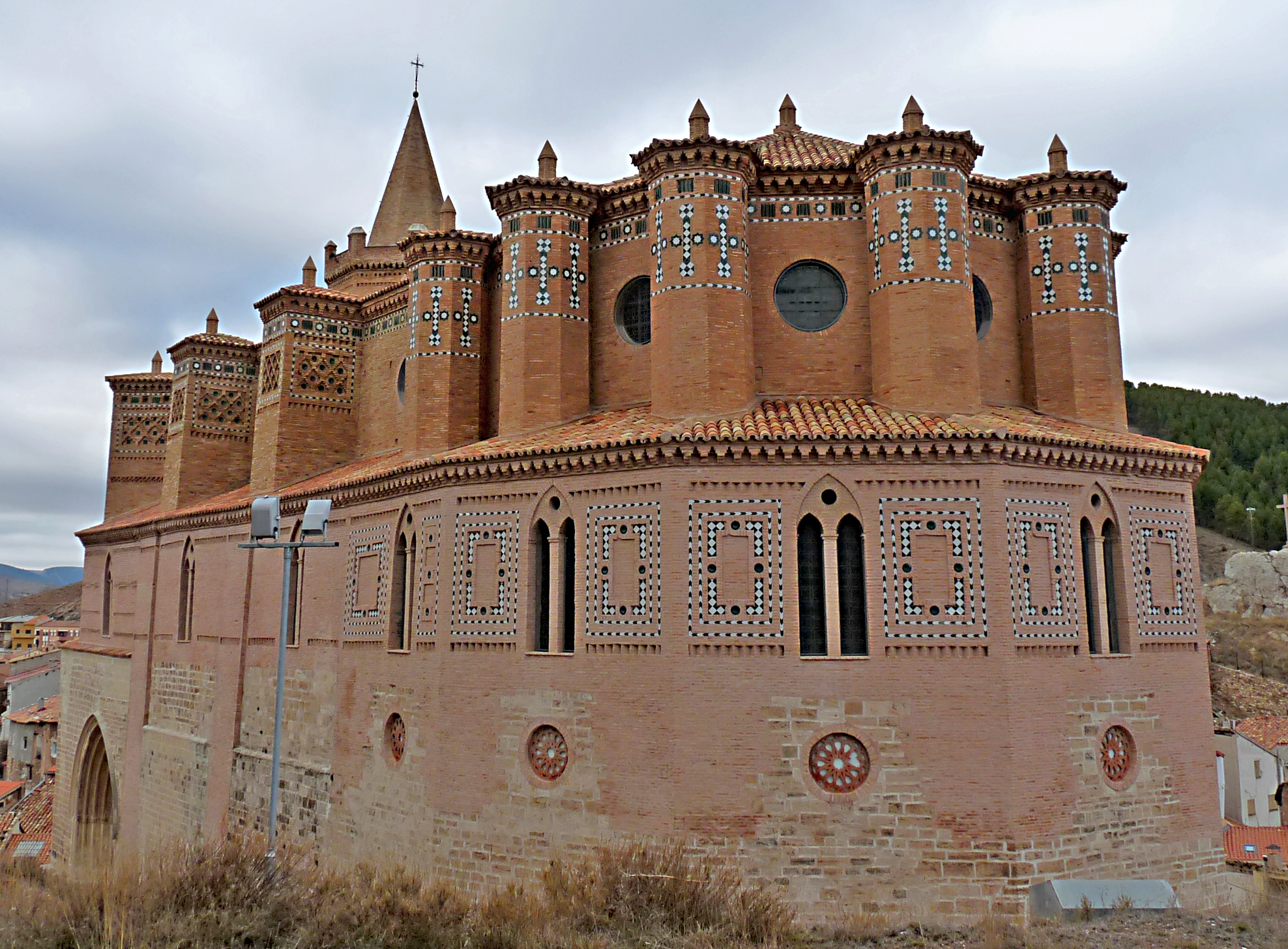
La chiesa di San Giacomo Maggiore a Montalbán di influenza mudéjar.

La diocesi di Teruel e Albarracín (in latino Dioecesis Terulensis et Albarracinensis) è una sede della Chiesa cattolica in Spagna suffraganea dell'arcidiocesi di Saragozza. Nel 2023 contava 85.180 battezzati su 88.184 abitanti.

## Territorio
La diocesi comprende la provincia di Teruel, eccetto la parte settentrionale, che appartiene all'arcidiocesi di Saragozza.
Sede vescovile è la città di Teruel. La diocesi ha due cattedrali: la cattedrale dell'Assunzione a Teruel e la cattedrale del Salvatore ad Albarracín.
Il territorio si estende su 11.867 km² ed è suddiviso in 259 parrocchie, raggruppate nei seguenti 6 arcipresbiterati: Teruel, Albarracín, Mora de Rubielos, Calamocha, Alcorisa e Montalbán.

## Storia

### Albarracín
Una diocesi Arcabricensis fu eretta nel 1172, come avamposto missionario della regione che, a cavallo tra XII e XIII secolo, venne sottratta al regno Almohade. L'erezione di una diocesi ad Albarracín è conosciuta per la conferma della sua fondazione fatta da papa Innocenzo IV il 12 aprile 1247 in una lettera indirizzata a Pedro, vescovo di Segorbe e di Santa Maria di Albarracín. Innocenzo IV ricorda che, quando la città fu sottratta ai Saraceni, il suo predecessore Innocenzo III acconsentì all'erezione di una diocesi e impose al vescovo di prestare l'atto di sottomissione ed obbedienza all'arcivescovo di Toledo Rodrigo (dopo il 1210). Innocenzo III aveva deciso che la nuova diocesi portasse anche il titolo di Segorbe, benché all'epoca la città fosse ancora in mano agli Arabi.
Nella sua lettera del 1247, anno in cui Segorbe fu liberata dal dominio arabo, Innocenzo IV confermò l'unione delle due sedi episcopali, unione che fu ulteriormente sancita da papa Alessandro IV il 18 marzo 1258 con il breve Petitio vestra. Essa rimase in vigore fino al 21 luglio 1577, quando le due sedi furono separate con la bolla Regimini universalis di papa Gregorio XIII.
La città e la diocesi vissero un momento di prosperità anche grazie all'apporto degli arabi, numerosi sul territorio. La conversione più o meno forzata e in seguito la loro espulsione (1609), causò un grave danno alla città.
La diocesi era una delle più povere della Spagna ed anche una delle più piccole; a metà dell'Ottocento era costituita da un solo arcipresbiterato e da 33 parrocchie. L'ultimo vescovo di Albarracín, José Talayero Royo, morì in esilio a Marsiglia nel 1839 a causa della guerra carlista, e non ebbe più successori.

### Teruel
La diocesi di Teruel fu eretta il 31 luglio 1577, ricavandone il territorio dall'arcidiocesi di Saragozza. L'erezione fu confermata da papa Sisto V il 5 ottobre 1587 con la bolla In supereminenti.
Nel 1955, facendo seguito al concordato del 1953 che stabiliva di far coincidere i limiti delle diocesi con quelli delle province civili, la diocesi di Teruel ingrandì notevolmente il suo territorio con l'acquisizione di sette arcipresbiterati dall'arcidiocesi di Saragozza per un totale di 136 parrocchie. Contestualmente perse tre parrocchie a favore delle diocesi di Tortosa, di Sigüenza (oggi diocesi di Sigüenza-Guadalajara) e di Cuenca.

### Sedi unite
Il concordato del 1851 fra Santa Sede e governo spagnolo stabiliva la soppressione della diocesi di Albarracín e la sua unione con la diocesi di Teruel. Tuttavia il concordato trovò ostacoli che ne impedirono la pronta applicazione; di fatto la diocesi di Albarracín continuò a sussistere, governata da vicari capitolari, fino al 1878, quando i vescovi di Teruel ne divennero amministratori apostolici.
L'11 agosto 1984 con la bolla Cor nostrum di papa Giovanni Paolo II le due diocesi sono state unite aeque principaliter.

## Cronotassi dei vescovi
Si omettono i periodi di sede vacante non superiori ai 2 anni o non storicamente accertati.

### Vescovi di Albarracín
- Sede unita a Segorbe (1172-1577)

- Juan Trullo, O.S.A. † (19 luglio 1577 - 8 ottobre 1577 deceduto)
- Martín de Salvatierra † (23 luglio 1578 - 23 marzo 1583 nominato vescovo di Segorbe)
- Gaspar Juan de la Figuera, C.R.S.A. † (28 marzo 1583 - 12 agosto 1585 nominato vescovo di Lérida)
- Bernardino Gómez Miedes † (28 luglio 1586 - 4 dicembre 1589 deceduto)
- Alfonso Gregorio † (14 gennaio 1591 - 10 marzo 1593 nominato arcivescovo di Saragozza)
- Martín Terrer Valenzuela, O.S.A. † (10 marzo 1593 - 21 giugno 1596 nominato vescovo di Teruel)
- Pedro Jaime † (9 dicembre 1596 - 29 gennaio 1601 deceduto)
- Andrés Balaguer Salvador, O.P. † (24 gennaio 1603 - 10 novembre 1604 nominato vescovo di Orihuela)
- Vicente Roca de la Serna † (4 luglio 1605 - 27 marzo 1608 deceduto)
- Isidoro Aliaga, O.P. † (10 ottobre 1608 - 13 giugno 1611 nominato vescovo di Tortosa)
- Lucas Duran, O.S. † (17 agosto 1611 - 21 dicembre 1617 deceduto)
- Gabriel Sora Aguerri † (9 luglio 1618 - 12 febbraio 1622 deceduto)
- Jerónimo Bautista Lanuza, O.P. † (24 agosto 1622 - 15 dicembre 1624 deceduto)
- Pedro Apaolaza Ramírez, O.S.B. † (18 luglio 1625 - 8 agosto 1633 nominato vescovo di Teruel)
- Juan Cebrián Pedro, O. de M. † (5 settembre 1633 - 9 luglio 1635 nominato vescovo di Teruel)
- Vicente Domec † (17 novembre 1635 - 14 settembre 1644 deceduto)
- Martín de Funes Lafiguera † (6 febbraio 1645 - 13 dicembre 1653 deceduto)
- Jerónimo Salas Malo de Esplugas † (7 dicembre 1654 - 10 novembre 1664 deceduto)
- Antonio Agustín, O.S.H. † (6 luglio 1665 - 5 luglio 1670 deceduto)
- Íñigo Royo † (17 novembre 1670 - 25 settembre 1673 nominato arcivescovo, titolo personale, di Barbastro)
- Petrus Tris, O.Carm. † (18 dicembre 1673 - 3 luglio 1682 deceduto)
- Miguel Jerónimo Fuenbuena, O.P. † (8 marzo 1683 - 23 agosto 1690 deceduto)
- Luis Pueyo Abadía, O.Carm. † (28 maggio 1700 - 28 gennaio 1704 deceduto)
- Juan Navarro Gilaberte, O. de M. † (21 luglio 1704 - prima del 21 gennaio 1727 dimesso)
- Juan Francisco Navarro Salvador y Gilabert † (17 marzo 1727 - 12 maggio 1765 deceduto)
- Juan Molina Lario y Navarro † (9 dicembre 1765 - 29 gennaio 1776 nominato vescovo di Malaga)
- Lorenzo Lay Anzano, O.P. † (17 febbraio 1777 - 11 dicembre 1780 nominato vescovo di Segorbe)
- José Constancio Andino † (10 dicembre 1781 - 29 marzo 1790 nominato vescovo di Osma)
- Agustín Benito Torres, O.Carm. † (29 marzo 1790 - 21 maggio 1792 deceduto)
- Manel María Trujillo Jurado, O.F.M. † (3 dicembre 1792 - 6 dicembre 1800 dimesso)
- Blas Joaquín Álvarez de Palma † (20 luglio 1801 - 20 dicembre 1802 nominato vescovo di Teruel)
- Antonio Vila y Campos † (20 dicembre 1802 - 30 novembre 1807 deceduto)
- Joaquín González de Terán, O.P. † (16 marzo 1808 - 7 luglio 1815 dimesso)
- Andrés García Palomares † (18 dicembre 1815 - 31 maggio 1823 deceduto)
- Jerónimo Fernández de Castro Delgado, O.SS.T. † (24 maggio 1824 - 5 ottobre 1828 deceduto)
- José Talayero Royo, O.P. † (18 maggio 1829 - 7 dicembre 1839 deceduto)
  - Sede vacante (1839-1878)
  - Sede amministrata dai vescovi di Teruel (1878-1984)

### Vescovi di Teruel
- Juan Pérez de Artieda † (1577 - 1578 deceduto) (vescovo eletto)

- Andrés Santos de Sampedro † (4 luglio 1578 - 27 aprile 1579 nominato arcivescovo di Saragozza)
- Jaime Ximeno Lobera † (21 aprile 1580 - 12 dicembre 1594 deceduto)
- Martín Terrer Valenzuela, O.S.A. † (21 giugno 1596 - 7 aprile 1614 nominato vescovo di Tarazona)
- Tomás Cortés de Sangüesa † (27 agosto 1614 - 9 dicembre 1624 deceduto)
- Fernando Valdés Llano † (9 luglio 1625 - 18 luglio 1633 nominato arcivescovo di Granada)
- Pedro Apaolaza Ramírez, O.S.B. † (8 agosto 1633 - 8 gennaio 1635 nominato arcivescovo di Saragozza)
- Juan Cebrián Pedro, O. de M. † (9 luglio 1635 - 18 aprile 1644 nominato arcivescovo di Saragozza)
- Domingo Abad Herta † (13 luglio 1644 - 8 febbraio 1647 deceduto)
- Diego Chueca † (6 maggio 1647 - 18 giugno 1672 deceduto)
- Diego Francés de Urritigoyti y Lerma † (30 gennaio 1673 - 25 settembre 1673 nominato vescovo di Tarazona)
- Andrés Aznar Navés, O.S.A. † (16 aprile 1674 - 7 maggio 1682 deceduto)[4]
- Jerónimo Zolivera † (11 gennaio 1683 - 28 marzo 1700 deceduto)
- Lamberto Manuel López † (14 marzo 1701 - 7 aprile 1717 deceduto)
- Pedro Felipe Analso Miranda y Ponce de León † (16 settembre 1720 - 20 agosto 1731 deceduto)[5]
- Francisco Pérez Prado y Cuesta † (11 agosto 1732 - 9 luglio 1755 deceduto)
- Francisco Javier Pérez Baroja y Muro † (17 novembre 1755 - 29 marzo 1757 deceduto)
- Francisco José Rodríguez Chico † (26 settembre 1757 - 21 marzo 1780 deceduto)
- Roque Martín Merino † (11 dicembre 1780 - 6 novembre 1794 deceduto)
- Félix Rico Rico † (1º giugno 1795 - 31 maggio 1799 deceduto)
- Francisco Javier de Lizana y Beaumont † (11 agosto 1800 - 24 maggio 1802 nominato arcivescovo di Città del Messico)
- Blas Joaquín Álvarez Palma † (20 dicembre 1802 - 19 dicembre 1814 nominato arcivescovo di Granada)
- Felipe Montoya Díez † (10 luglio 1815 - 12 marzo 1825 deceduto)
- Jacinto Rodríguez Rico † (19 dicembre 1825 - 21 maggio 1827 nominato vescovo di Cuenca)
- Diego Martínez Carlón y Teruel † (25 giugno 1827 - 24 febbraio 1832 nominato vescovo di Jaén)
- José Asensio Ocón y Toledo † (24 febbraio 1832 - 2 dicembre 1833 deceduto)
  - Sede vacante (1833-1847)
- Antonio Lao Cuevas † (17 dicembre 1847 - 7 gennaio 1850 nominato vescovo di Guadix)
- Jaime José Soler Roquer † (20 maggio 1850 - 21 marzo 1851 deceduto)
- Francisco Landeira Sevilla † (18 marzo 1852 - 22 luglio 1861 nominato vescovo di Cartagena)
- Francisco de Paula Jiménez Muñoz † (23 dicembre 1861 - 3 giugno 1869 deceduto)
  - Sede vacante (1869-1874)
- Victoriano Guisasola y Rodríguez † (16 gennaio 1874 - 29 settembre 1876 nominato prelato territoriale di Ciudad Real[6])
- Francisco de Paula Moreno y Andreu † (29 settembre 1876 - 11 giugno 1880 deceduto)
- Antonio Ibáñez y Galiano † (16 dicembre 1880 - 21 luglio 1890 deceduto)
- Maximiano Fernández del Rincón y Soto Dávila † (1º giugno 1891 - 21 maggio 1894 nominato vescovo di Guadix)
- Antonio Estalella y Sivilla † (21 maggio 1894 - 22 aprile 1896 deceduto)
- Juan Comes y Vidal † (25 giugno 1896 - 30 novembre 1905 dimesso)
- Juan Antón de la Fuente † (14 dicembre 1905 - 3 novembre 1934 dimesso[7])
- Beato Anselmo Polanco Fontecha, O.S.A. † (21 giugno 1935 - 7 febbraio 1939 deceduto)
  - Sede vacante (1939-1944)
- León Villuendas Polo, O.F.M. † (29 marzo 1944 - 8 dicembre 1968 deceduto)
- Juan Ricote Alonso † (8 dicembre 1968 succeduto - 8 ottobre 1972 deceduto)
- Damián Iguacén Borau † (23 settembre 1974 - 11 agosto 1984 nominato vescovo di Teruel e Albarracín)

### Vescovi di Teruel e Albarracín
- Damián Iguacén Borau † (11 agosto - 14 agosto 1984 nominato vescovo di San Cristóbal de La Laguna o Tenerife)
- Antonio Ángel Algora Hernando † (11 luglio 1985 - 20 marzo 2003 nominato vescovo di Ciudad Real)
- José Manuel Lorca Planes (15 gennaio 2004 - 18 luglio 2009 nominato vescovo di Cartagena)
- Carlos Manuel Escribano Subías (20 luglio 2010 - 13 maggio 2016 nominato vescovo di Calahorra e La Calzada-Logroño)
- Antonio Gómez Cantero (17 novembre 2016 - 8 gennaio 2021 nominato vescovo coadiutore di Almería)
- José Antonio Satué Huerto (16 luglio 2021 - 27 giugno 2025 nominato vescovo di Malaga)

## Statistiche
La diocesi nel 2023 su una popolazione di 88.184 persone contava 85.180 battezzati, corrispondenti al 96,6% del totale.
| anno | popolazione | popolazione | popolazione | presbiteri | presbiteri | presbiteri | presbiteri                | diaconi | religiosi | religiosi | parrocchie |
| anno | battezzati  | totale      | %           | numero     | secolari   | regolari   | battezzati per presbitero | diaconi | uomini    | donne     | parrocchie |
| ---- | ----------- | ----------- | ----------- | ---------- | ---------- | ---------- | ------------------------- | ------- | --------- | --------- | ---------- |
| 1950 | 100.787     | 100.795     | 100,0       | 153        | 137        | 16         | 658                       |         | 28        | 185       | 136        |
| 1970 | 127.720     | 127.720     | 100,0       | 261        | 220        | 41         | 489                       |         | 97        | 266       | 252        |
| 1980 | 100.345     | 100.494     | 99,9        | 192        | 173        | 19         | 522                       | 1       | 45        | 266       | 261        |
| 1990 | 98.010      | 98.102      | 99,9        | 164        | 148        | 16         | 597                       |         | 44        | 234       | 261        |
| 1999 | 88.362      | 88.709      | 99,6        | 153        | 133        | 20         | 577                       |         | 40        | 202       | 262        |
| 2000 | 86.983      | 87.294      | 99,6        | 152        | 133        | 19         | 572                       |         | 33        | 201       | 262        |
| 2001 | 86.352      | 86.968      | 99,3        | 150        | 131        | 19         | 575                       |         | 41        | 193       | 262        |
| 2002 | 89.631      | 90.625      | 98,9        | 148        | 129        | 19         | 605                       |         | 42        | 179       | 262        |
| 2003 | 84.324      | 85.823      | 98,3        | 142        | 128        | 14         | 593                       |         | 36        | 169       | 262        |
| 2004 | 87.932      | 89.533      | 98,2        | 140        | 125        | 15         | 628                       |         | 30        | 154       | 262        |
| 2010 | 89.750      | 93.600      | 95,9        | 120        | 105        | 15         | 747                       |         | 37        | 113       | 262        |
| 2014 | 90.100      | 91.700      | 98,3        | 118        | 105        | 13         | 763                       |         | 37        | 72        | 259        |
| 2017 | 89.650      | 91.000      | 98,5        | 100        | 86         | 14         | 896                       |         | 25        | 67        | 259        |
| 2020 | 89.100      | 90.000      | 99,0        | 98         | 83         | 15         | 909                       | 1       | 27        | 49        | 259        |
| 2022 | 85.000      | 88.000      | 96,6        | 96         | 82         | 14         | 885                       | 1       | 30        | 40        | 259        |
| 2023 | 85.180      | 88.184      | 96,6        | 77         | 65         | 12         | 1.106                     | 1       | 27        | 39        | 259        |

### Diocesi di Teruel
- (LA)  Bolla In supereminenti, in Bullarum diplomatum et privilegiorum sanctorum Romanorum pontificum Taurinensis editio, Vol. IX, pp. 286–300
- (LA)  Pius Bonifacius Gams, Series episcoporum Ecclesiae Catholicae, Leipzig, 1931, pp. 79–80
- (LA)  Konrad Eubel, Hierarchia Catholica Medii Aevi, vol. 3, p. 310; vol. 4, p. 331; vol. 5, p. 372; vol. 6, p. 398

### Diocesi di Albarracín
- (LA) Breve Petitio vestra, su saavedrafajardo.org.
- (LA) Bolla Regimini universalis, su saavedrafajardo.org.
- (FR)  M. Legendre, v. Albarrazin, «Dictionnaire d'Histoire et de Géographie ecclésiastiques», vol. I, Paris, 1909, coll. 1383-1386
- (LA)  Pius Bonifacius Gams, Series episcoporum Ecclesiae Catholicae, Leipzig, 1931, pp. 4–5
- (LA)  Konrad Eubel, Hierarchia Catholica Medii Aevi, vol. 1, p. 443 (nota 1); vol. 3, p. 100; vol. 4, pp. 74–75; vol. 5, p. 74; vol. 6, p. 72